# حملة سيناء وفلسطين

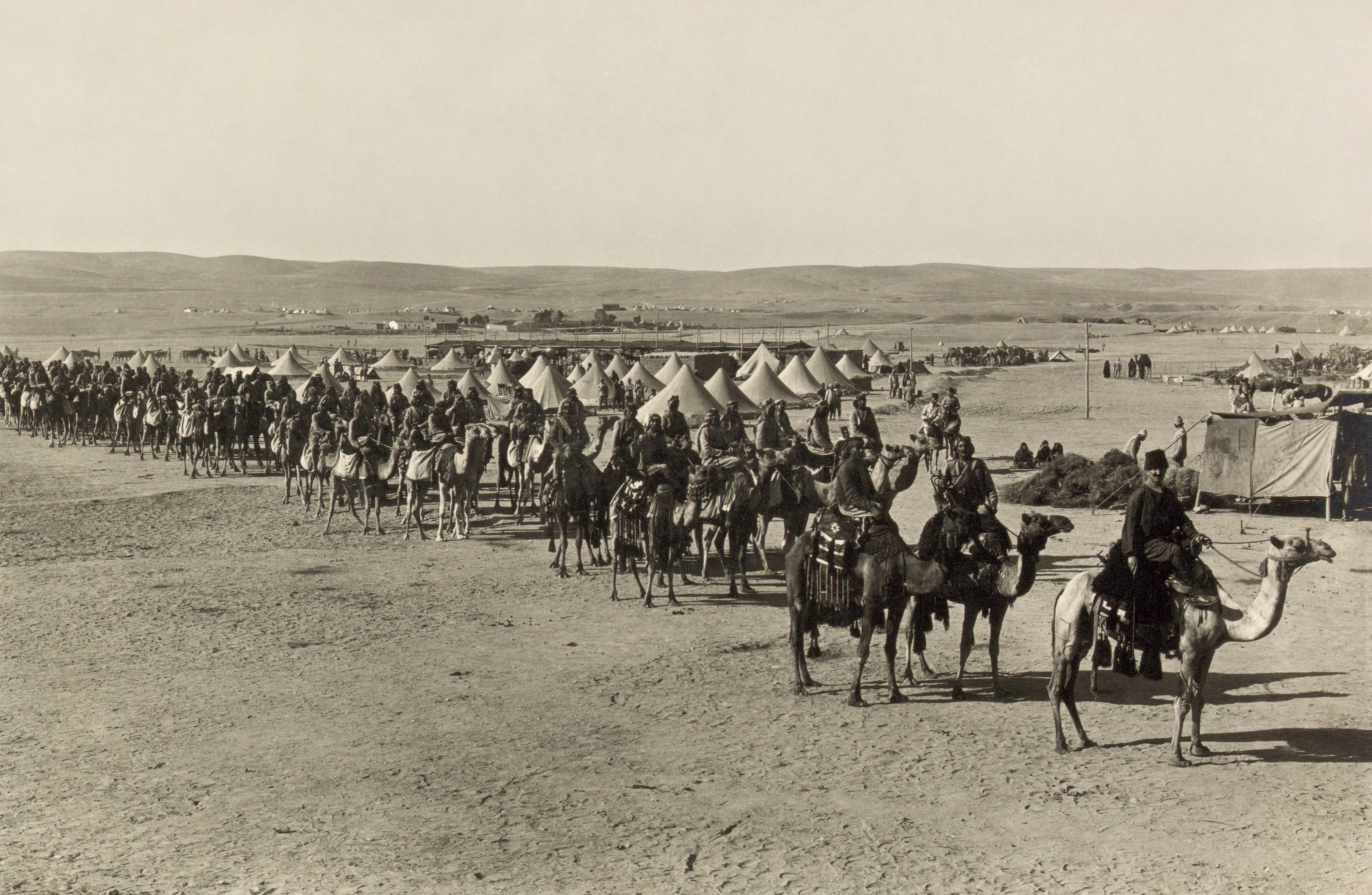
فيلق الهجانة العثماني في بير السبع عام 1915

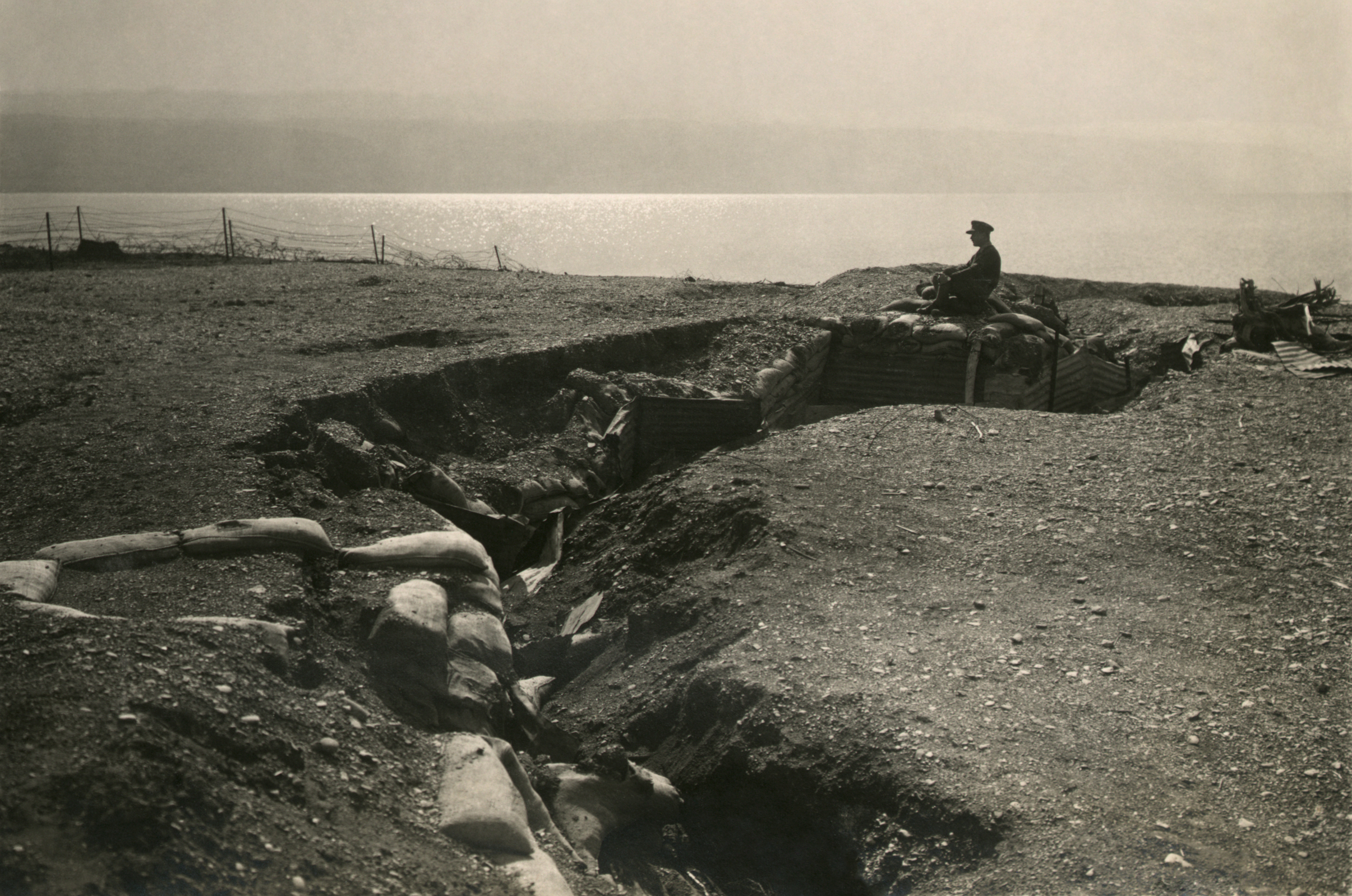
الخندق العثماني عند البحر الميت.

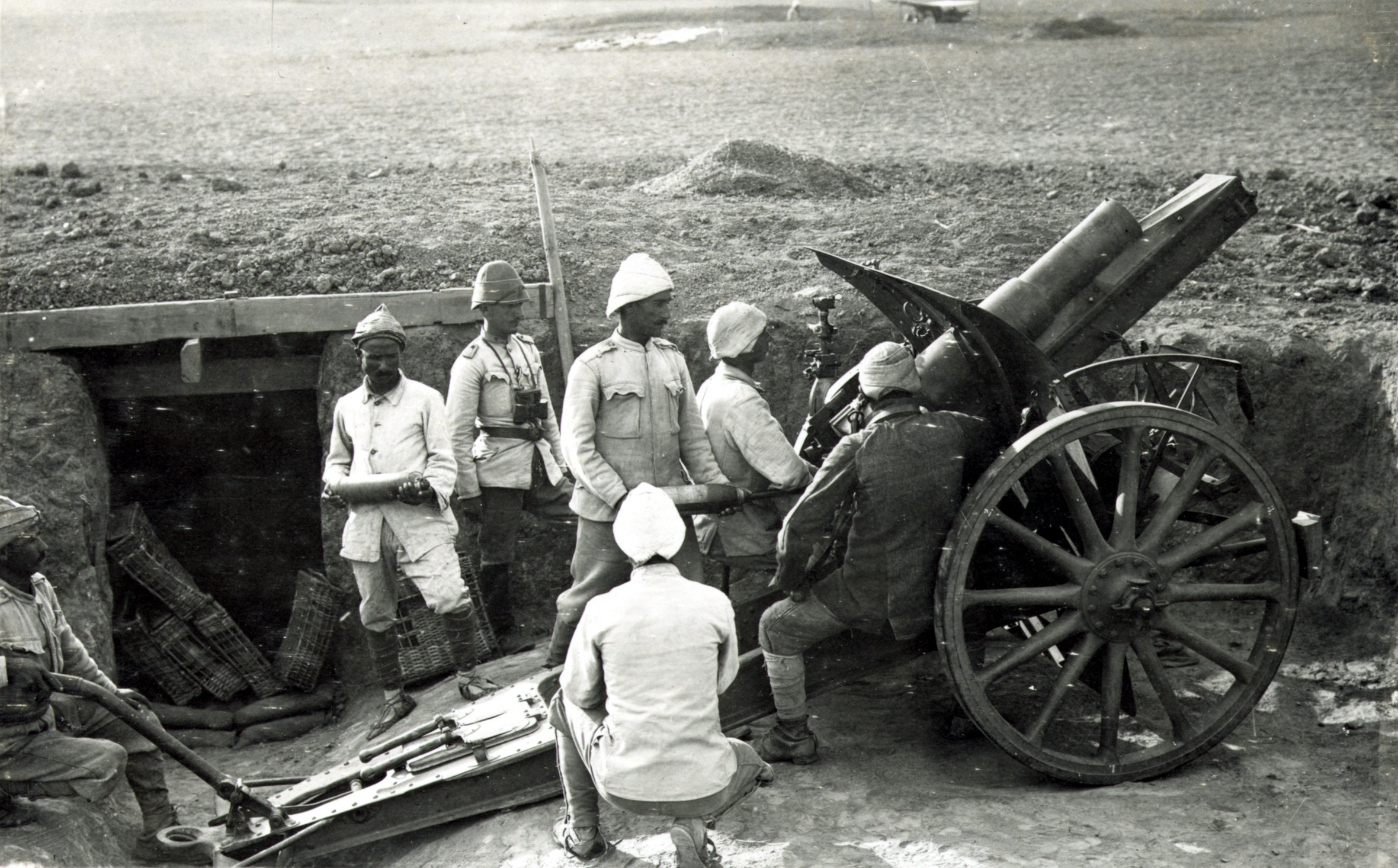
جنود عثمانيون يجهزون المدفعية

حملة سيناء وفلسطين شاركت الثورة العربية الكبرى والإمبراطورية البريطانية في القتال خلال حملة سيناء وفلسطين في مسرح أحداث الشرق الأوسط خلال الحرب العالمية الأولى، ضد الإمبراطورية العثمانية وحلفائها من القيصرية الألمانية. بدأت هذه الحملة بشن العثمانيين غارة قناة السويس عام 1915، وانتهت بهدنة مودروس في عام 1918، مما أدى إلى التنازل عن سوريا العثمانية.
بدأ القتال في يناير من عام 1915، عندما غزت القوات العثمانية التي تقودها ألمانيا شبه جزيرة سيناء، ثم جزء من محمية مصر البريطانية، ثم غارة قناة السويس التي لم تتكلل بالنجاح. بعد حملة جاليبولي، شكل قدامى المحاربين في الإمبراطورية البريطانية قوة التجريدة المصرية وشكل قدامى محاربي الإمبراطورية العثمانية الجيش الرابع، للقتال من أجل شبه جزيرة سيناء في عام 1916. أكمل عمود الصحراء الذي شكل حديثًا استعادته لسيناء في معركة رفح في يناير من عام 1917. أعقب الاستيلاء على مساحات كبيرة من الأراضي المصرية، هزيمتين لقوة التجريدة المصرية في مارس وأبريل على الأراضي العثمانية، في المعركتين الأولى والثانية في غزة في جنوب فلسطين.
بعد فترة من الجمود في جنوب فلسطين في الفترة بين أبريل وحتى أكتوبر من عام 1917، أسر الجنرال إدموند ألنبي في معركة بئر السبع على يد الفيلق الثالث. أسرت قوات الدفاع العثمانية بحلول 8 نوفمبر، وبدأ السعي. تابعت قوات التجريدة المصرية انتصاراتها، في معركة قمة جبل المغار، منذ 10 وحتى 14 نوفمبر ومعركة القدس منذ 17 نوفمبر وحتى 30 ديسمبر. أجبرت خسائر خطيرة على الجبهة الغربية في مارس من عام 1918، خلال هجوم إريش لودندورف في الربيع الألماني، الإمبراطورية البريطانية على إرسال تعزيزات من قوات التجريدة المصرية. توقف التقدم حتى استأنفت قوة ألنبي هجومها خلال المناورات العسكرية في معركة مجدو في سبتمبر. خلقت معارك المشاة الناجحة في طولكرم وتبصر، فجوات في الخط الأمامي العثماني، مما أتاح متابعة ملاحقة قوات فيلق الصحراء لتطويق مقاتلي المشاة في جبال يهودا والقتال في معركة الناصرة ومعركة سمخ واحتلال العفولة وبيسان وجنين وطبريا. خلال هذه العملية، دمرت قوات التجريدة المصرية ثلاثة جيوش عثمانية خلال معركة شارون ومعركة نابلس ومعركة شرق الأردن الثالثة، واستولت على الآلاف من السجناء وكميات كبيرة من المعدات. احتُلت دمشق وحلب خلال السعي اللاحق، قبل موافقة الإمبراطورية العثمانية على هدنة مودروس في أكتوبر من عام 1918، مما أنهى حملة سيناء وفلسطين. أُنشئ الانتداب البريطاني على فلسطين والانتداب الفرنسي على سوريا ولبنان، من أجل إدارة المناطق التي استولي عليها.
لم تكن الحملة معروفة أو مفهومة بشكل عام أثناء الحرب. كان الرأي العام في بريطانيا يعتقد أنها عملية صغيرة، وإهدار للموارد الثمينة التي من الأفضل أن تنفق على الجبهة الغربية، في حين كانت شعوب الهند أكثر اهتمامًا في بلاد ما بين النهرين واحتلال بغداد. لم يكن لدى أستراليا مراسل حربي في المنطقة حتى وصول الكابتن فرانك هيرلي، أول مصور رسمي أسترالي، في أغسطس من عام 1917 بعد زيارته للجبهة الغربية. وصل هنري جوليت، أول مراسل حرب رسمي، في نوفمبر من عام 1917.
تمثل التأثير طويل الأمد لهذه الحملة في تقسيم الإمبراطورية العثمانية، عندما فازت فرنسا بالانتداب على سوريا ولبنان، بينما فازت الإمبراطورية البريطانية بالانتداب على بلاد ما بين النهرين وفلسطين. جاءت جمهورية تركيا إلى حيز الوجود في عام 1923 بعد انتهاء الحرب التركية التي شنتها على الإمبراطورية العثمانية وانتهت باستقلالها. انتهى الانتداب الأوروبي بتكوين مملكة العراق في عام 1932، والجمهورية اللبنانية في عام 1943 والمحتل الصهيوني اعلن اسرائيل في عام 1948 والمملكة الأردنية الهاشمية والجمهورية العربية السورية في عام 1946.

## خلفية
منذ عام 1805، كانت مصر دولة مستقلة بحكم الأمر الواقع تحت أمرة سلالة محمد علي، على الرغم أنها ظلت بحكم القانون جزءًا من الإمبراطورية العثمانية. قلل احتلال المملكة المتحدة لمصر منذ عام 1882 بشدة من استقلال مصر الفعلي، ولكن هذا لم يغير من وضعها القانوني، مع بقاء الخديوي المصري تابعًا في الحقيقة للسلطان العثماني. وسعيًا لإنهاء الاحتلال البريطاني للبلاد، وقف الخديوي عباس الثاني مع الدولة العثمانية عند دخولها الحرب العالمية الأولى إلى جانب دول المركز. دفع هذا المملكة المتحدة إلى خلع عباس وإنهاء الخيال القانوني الذي ما يزال مستمرًا للسيادة العثمانية على مصر، وإعلان إعادة تأسيس سلطنة مصر مع حسين كامل، عم الخديوي المخلوع كسلطان. كان من المقرر أن تُحكم السلطنة كمحمية بريطانية، مع كل المسائل المتعلقة بمراقبة الجهود الحربية التي تسيطر عليها المملكة المتحدة حصريًا. كان لقناة السويس أهمية إستراتيجية حيوية بالنسبة لبريطانيا، فقد قللت وقت الإبحار من الهند ونيوزيلندا وأستراليا إلى أوروبا. نتيجة لذلك، أصبحت مصر قاعدة رئيسية خلال الحرب، خاصة خلال حملة جاليبولي. كانت القناة بالنسبة لألمانيا والإمبراطورية العثمانية، أقرب وأضعف حلقة في الاتصالات البريطانية. تسبب الدفاع عن القناة بعدد من المشاكل، إذ جعل حجمها الهائل السيطرة عليها أمرًا صعبًا. لم يكن هناك طريق من القاهرة، في حين أن خط سكة حديد واحد فقط، عبر 30 ميلًا (48 كم) في الصحراء، من القاهرة إلى الإسماعيلية على القناة قبل أن يتفرع شمالًا إلى بورسعيد وجنوبًا إلى السويس. كانت السيطرة على المنطقة المركزية حول الإسماعيلية ذات أهمية إستراتيجية كبيرة لأن هذه المدن الثلاثة على القناة تعتمد على المياه العذبة من النيل، التي تصل إليها عبر قناة المياه العذبة إلى البوابات والسدود بالقرب من هناك.
في بداية الأعمال القتالية بين بريطانيا والإمبراطورية العثمانية في نوفمبر من عام 1914، أجلت قوة الدفاع البريطانية التي بلغ عددها 30,000 رجل، الجزء من شبه جزيرة سيناء الذي كان يقع شرق القناة، إذ ركزت دفاعاتها على الجانب الغربي من القناة. تألفت القوة البريطانية من القسمين الهنديين العاشر والحادي عشر ولواء سلاح الفرسان الإمبراطوري وفيلق جمال بيكانر وثلاث آليات من المدفعية الهندية الجبلية وآلية مدفعية مصرية واحدة، وكانت جميعها مدعومة ببنادق السفن المتحالفة في القناة. كان هناك في مقابل هذه القوى نحو 25,000 رجل بما في ذلك القسم الخامس والعشرين. أظهرت الإمبراطورية العثمانية اهتمامها بإعادة نفوذها في مصر عام 1915 عندما هاجمت القوات العثمانية القوات البريطانية في مصر. ساعد الألمان أيضًا على إثارة القلاقل بين السنوسيين في ما يُعرف اليوم بليبيا، عندما هاجموا غرب مصر وهددوا السودان خلال حملة سنوسية.

## معرض صور

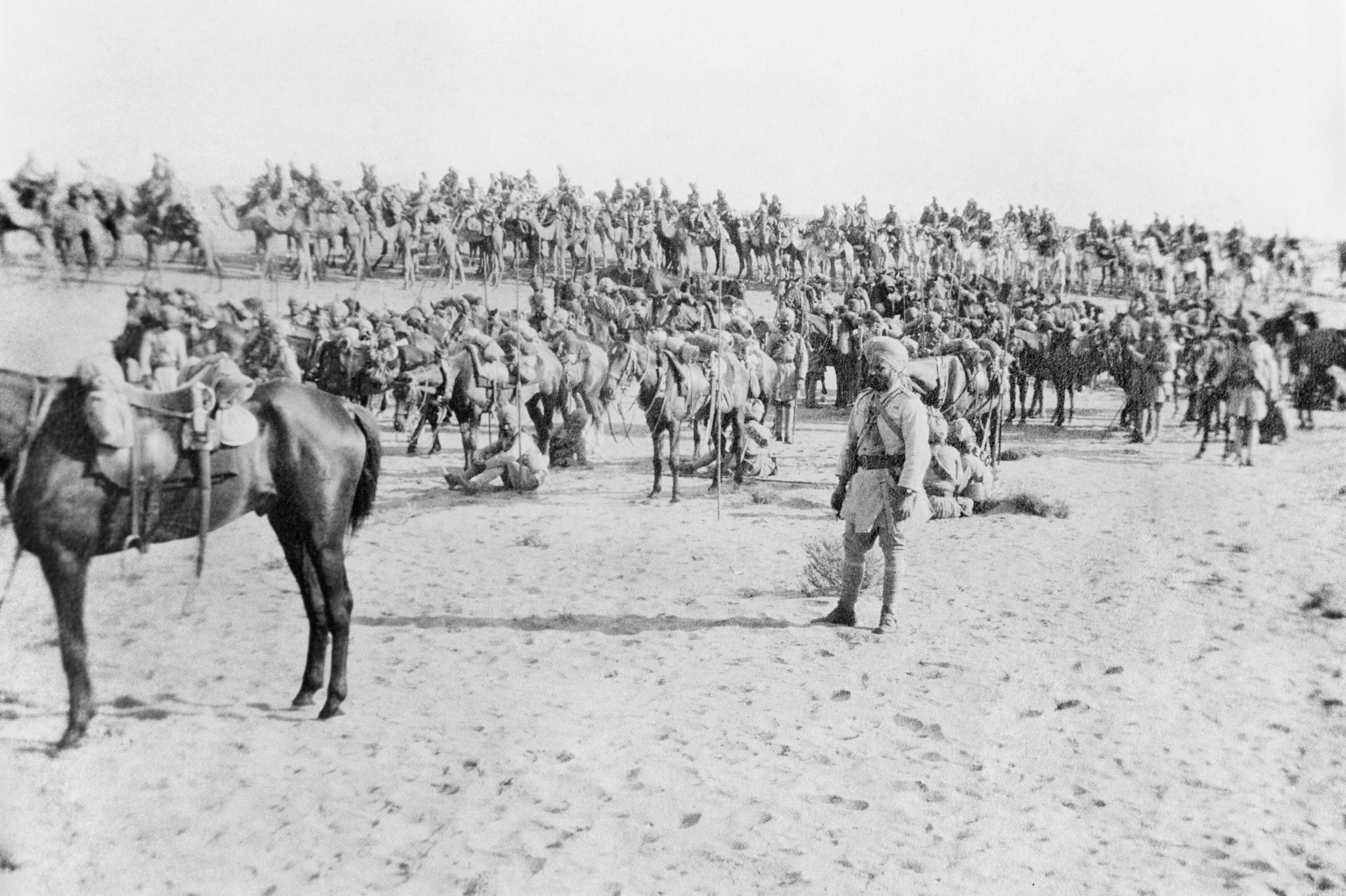
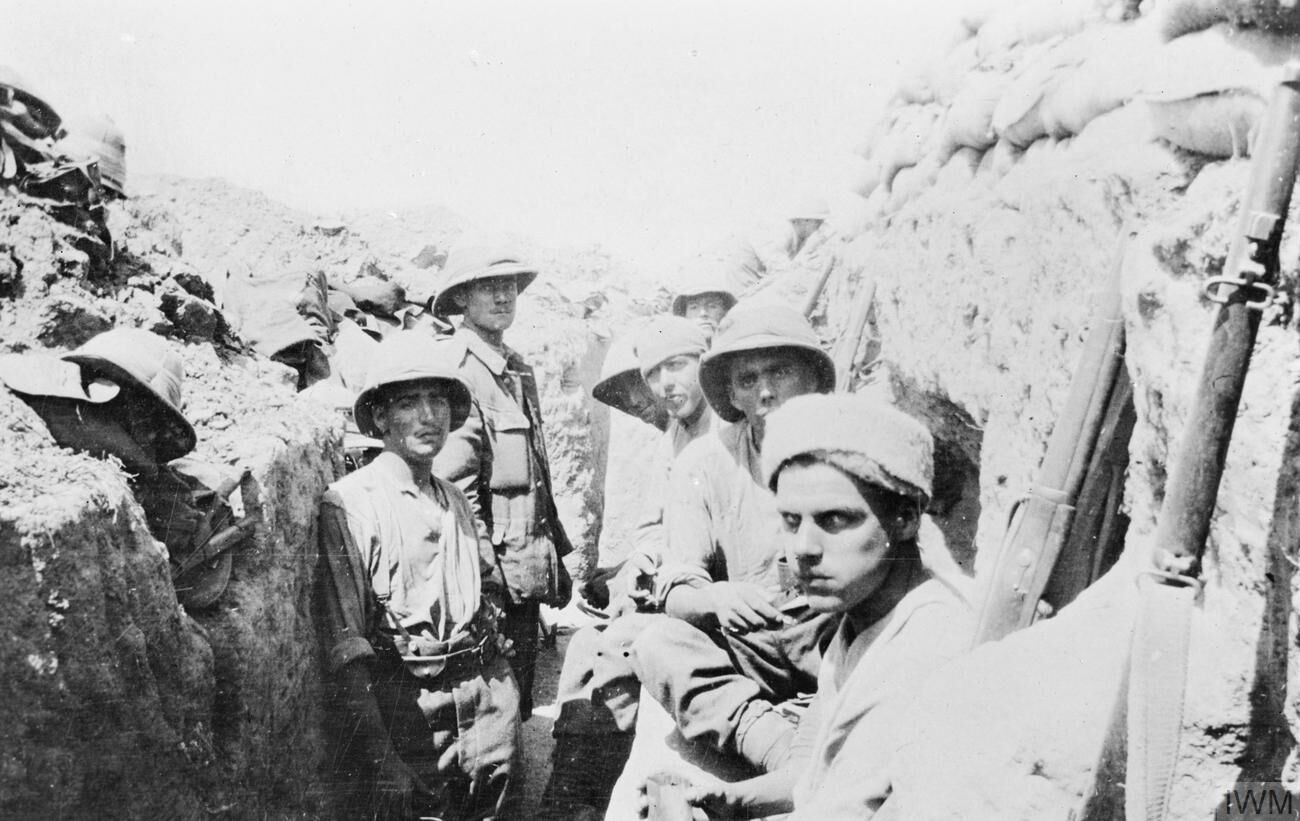
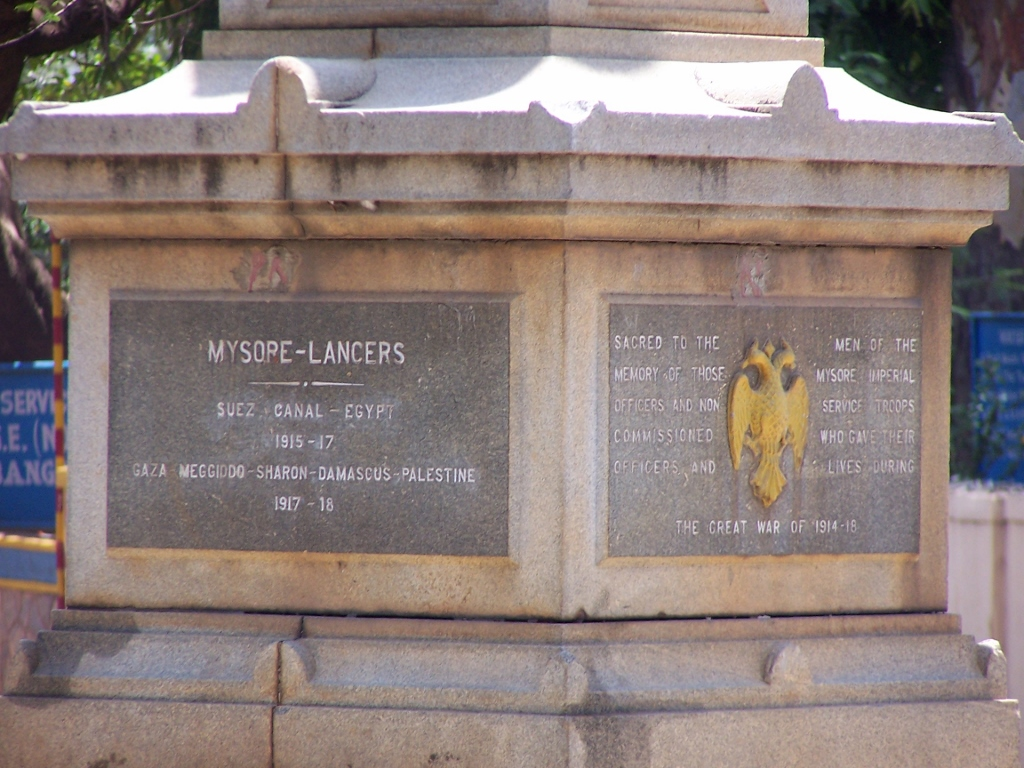

## وصلات خارجية
- First World War.com. Defence of the Suez Canal, 1915. Retrieved 19 December 2005.
- Australian Light Horse Studies Centre نسخة محفوظة 11 أغسطس 2011 على موقع واي باك مشين.
- The New Zealanders in Sinai and Palestine (official history)
- Sinai campaign (NZHistory.net.nz)
- Palestine campaign (NZHistory.net.nz)
- The Photographs of Palestine Campaign
- Library of Congress's American Colony in Jerusalem's Photo Album